# Petaurillus hosei
Petaurillus hosei är en däggdjursart som först beskrevs av Thomas 1900.  Petaurillus hosei ingår i släktet Petaurillus och familjen ekorrar. IUCN kategoriserar arten globalt som otillräckligt studerad. Inga underarter finns listade i Catalogue of Life.

## Utseende
Tillsammans med de andra arterna i släktet Petaurillus är arten en av de minsta flygekorrarna. Den når en kroppslängd (huvud och bål) av 7 till 9 cm och en svanslängd av 6 till 10 cm. Liksom hos andra flygekorrar förekommer en flygmembran mellan fram- och bakbenen samt mellan bakbenen och svansen. Vid framtassarna finns fyra tår och vid bakfötterna fem tår. Alla är utrustade med kraftiga klor. Pälsen har på ovansidan en mörk färg medan buken är vitaktig. Bakom öronen förekommer vita fläckar och kinderna är ljusbruna. Svansen är bra täckt med hår och den har ibland en vit spets.

## Utbredning och habitat
Denna flygekorre förekommer på norra Borneo i Malaysia och Brunei. Den lever i skogar som domineras av träd från släktet Dipterocarpus.

## Ekologi
Individerna är aktiva på natten. Troligen lever de i mindre familjegrupper. Det är inte utredd vad Petaurillus hosei äter men andra flygekorrar livnär sig av frön, svampar, frukter och andra växtdelar samt av insekter, ägg och små ryggradsdjur. Honor har fyra spenar och därför antas att hon kan föda fyra ungar per kull.